# Rosay (Yvelines)
Rosay ist eine französische Gemeinde mit 386 Einwohnern (Stand 1. Januar 2022) im Département Yvelines in der Region Île-de-France. Sie gehört zum Arrondissement Mantes-la-Jolie und zum Kanton Bonnières-sur-Seine. Die Einwohner werden Roséens genannt.

## Geographie
Rosay befindet sich etwa elf Kilometer südlich von Mantes-la-Jolie und umfasst eine Fläche von 454 Hektar. Nachbargemeinden sind:
- Villette im Norden,
- Arnouville-lès-Mantes im Osten,
- Septeuil im Süden und
- Boinvilliers im Westen.

## Toponymie
Der Name Rosay geht vermutlich auf den französischen Begriff roselière (dt.: Röhricht) zurück.

## Bevölkerungsentwicklung
| Jahr      | 1962 | 1968 | 1975 | 1982 | 1990 | 1999 | 2006 | 2011 | 2021 |
| Einwohner | 302  | 255  | 367  | 346  | 348  | 364  | 362  | 382  | 377  |

## Sehenswürdigkeiten

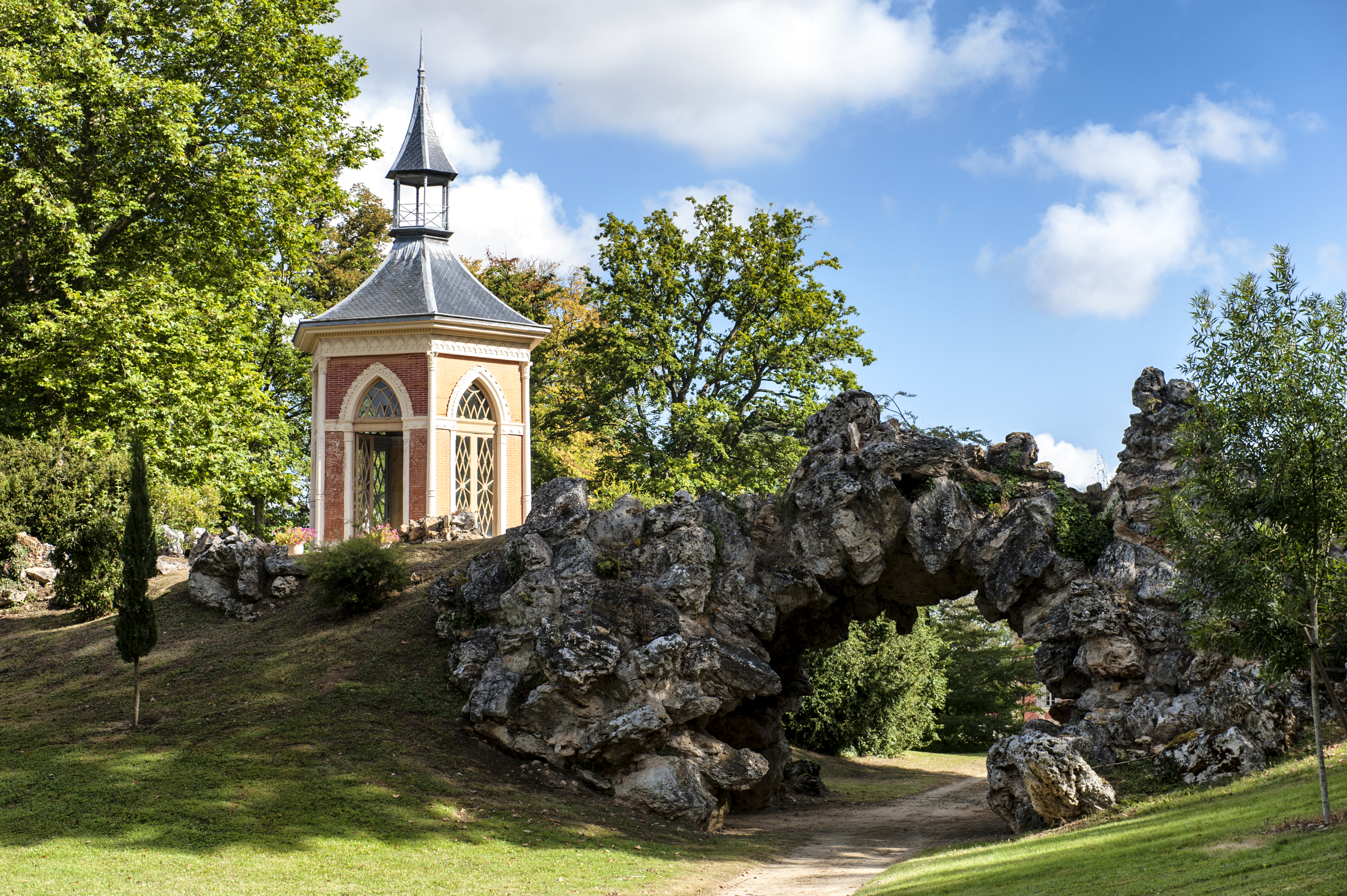
Château du Haut-Rosay

Siehe auch: Liste der Monuments historiques in Rosay (Yvelines)
- Kirche Sainte-Anne aus dem 20. Jahrhundert
- Château du Haut-Rosay, Schloss aus dem 17. Jahrhundert mit Taubenturm
- Kapelle Sainte-Anne aus dem 13. Jahrhundert
- Lavoir, ehemaliger öffentlicher Waschplatz aus dem 20. Jahrhundert